# Рябовское шоссе

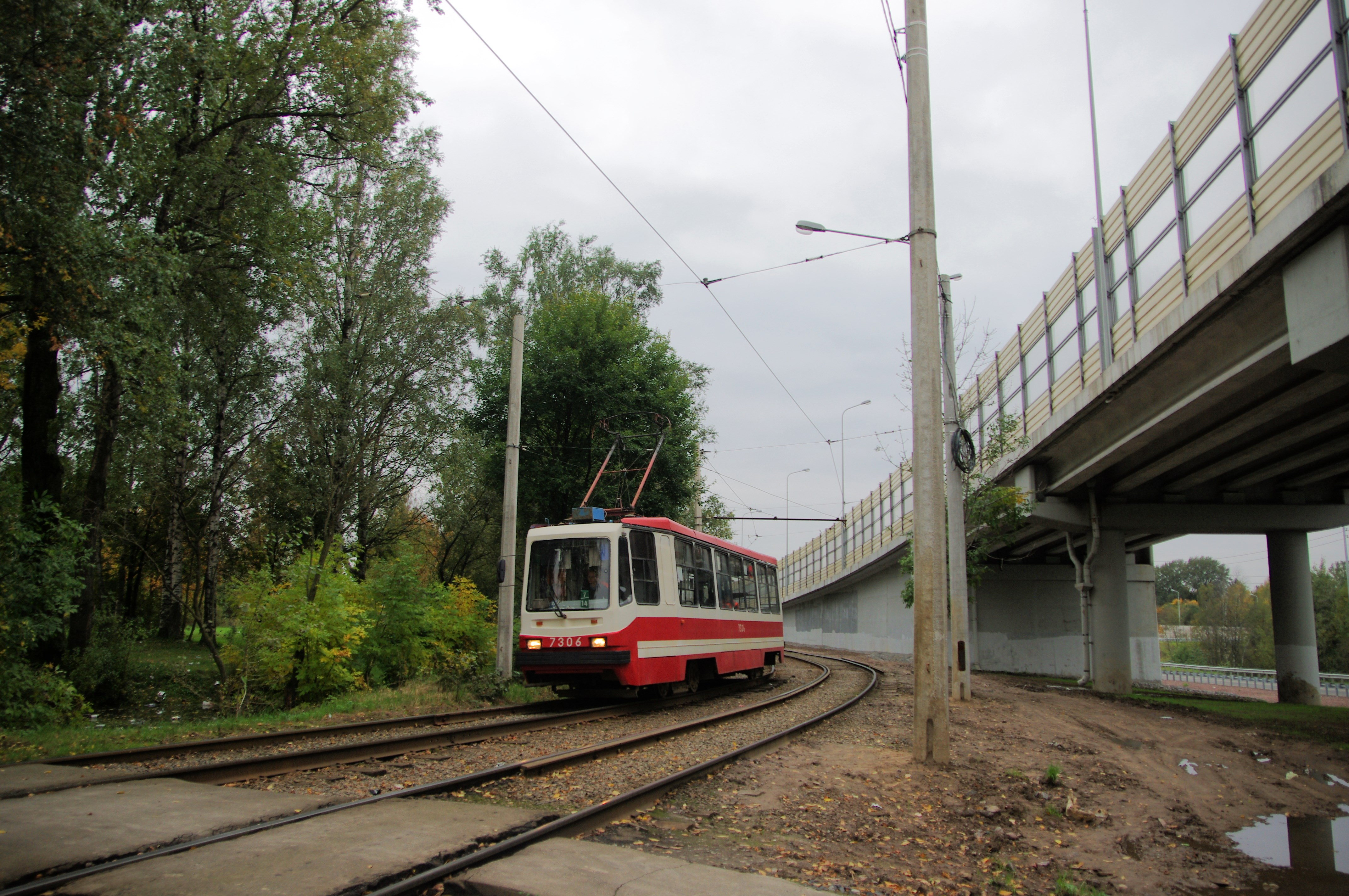
Трамвайная линия вдоль Рябовского шоссе до реконструкции

Ря́бовское шоссе — шоссе в Санкт-Петербурге. Берёт своё начало на перекрёстке улицы Коммуны и Ириновского проспекта. Далее проходит до станции Ржевка, пересекает по путепроводу железнодорожные пути и КАД — и кончается у Окраинного моста через Лубью. Далее его продолжением является региональная автодорога А128 Санкт-Петербург — Морье («Дорога жизни»).

## История
Название Рябовская дорога известно с начала XIX века, по мызе Рябово (ныне — в составе города Всеволожска), купленной крупным землевладельцем Всеволодом Андреевичем Всеволожским. Рябовская дорога являлась губернской дорогой от Охтинских пороховых заводов до мызы Рябово. С конца XIX века установилось современное название.
Изначально на картах шоссе начиналось от современной улицы Коммуны, проходило вдоль Охтинского водохранилища и сливалось с современной трассой у железной дороги. Фактически Рябовское шоссе являлось продолжением Пороховского шоссе (современного шоссе Революции).
В 1930-х годах участок от улицы Коммуны до железной дороги передан в состав шоссе Революции, а Рябовское шоссе проложено по современной трассе — вдоль Ириновской трамвайной линии.
В 2006 году, в рамках строительства кольцевой автодороги, в створе Рябовского шоссе был закрыт железнодорожный переезд, вместо которого должен был быть построен путепровод через железнодорожные пути Всеволожского направления, но из-за финансовых сложностей путепровод был открыт лишь в ноябре 2008 года. Проезд на противоположную сторону железной дороги всё это время осуществлялся по временной схеме через Челябинскую улицу.
30 августа 2012 года на Рябовском шоссе введено одностороннее движение от улицы Коммуны до «Дороги жизни», движение в сторону города переведено на улицы Ржевскую и Красина. Для осуществления этого была построена перемычка между Рябовским шоссе и Ржевской улицей, прошедшая от бокового проезда Рябовского шоссе до слияния Ржевской и Челябинской улиц.

## Пересечения

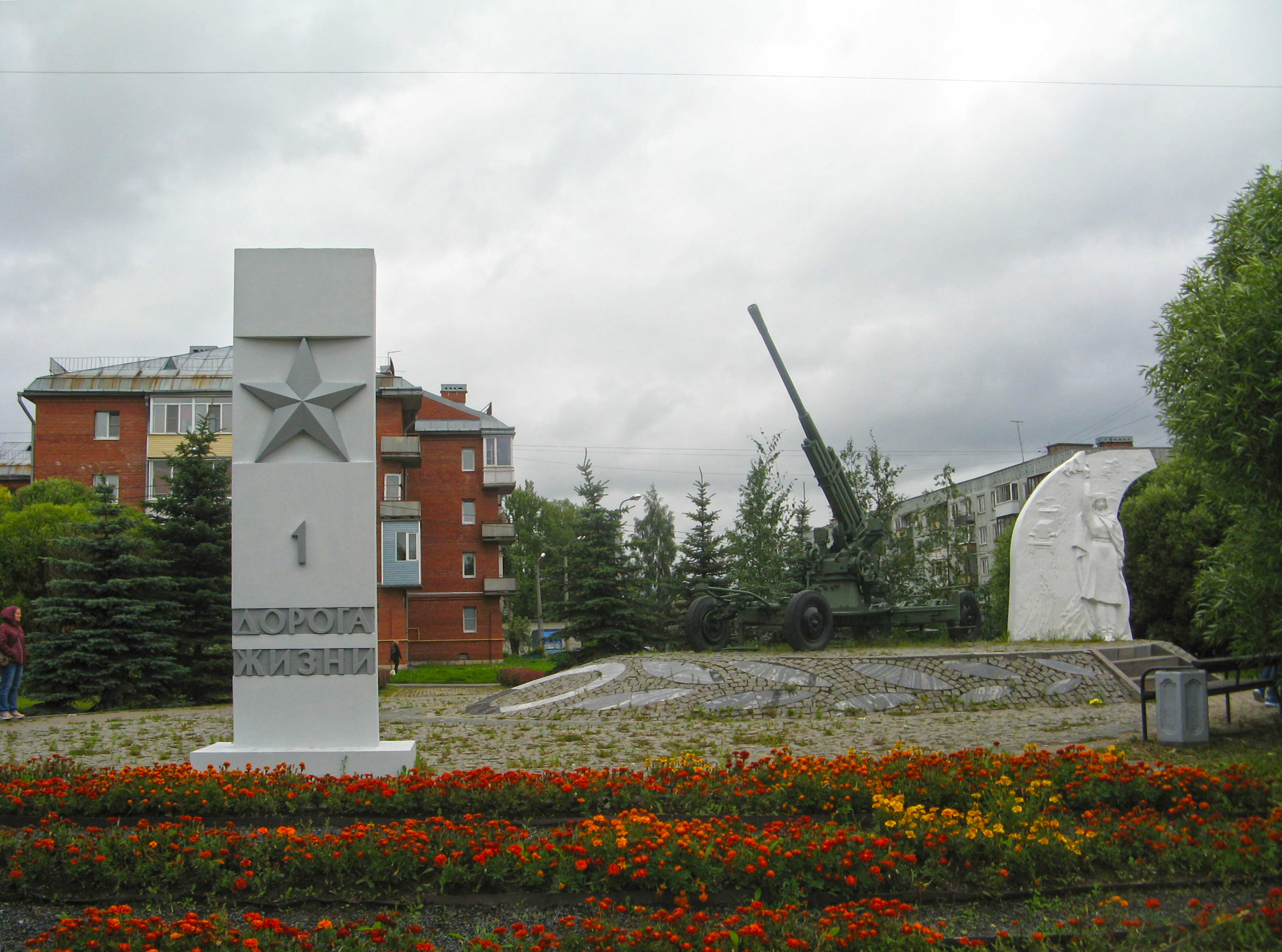
Мемориальный километровый столб Дороги жизни и памятник регулировщице

- Сосновский проспект
- Лесопарковая улица
- Андреевская улица
- Беломорская улица
- Ковалёвская улица
- Кохановский переулок (упразднён)
- Ржевская улица
- Дубовая аллея
- Окраинная улица

## Достопримечательности
- Мемориальные километровые столбы на «Дороге жизни» (у домов 107, 119, 147),  Объект культурного наследия народов РФ федерального значения. Рег. № 781520227050006 (ЕГРОКН). Объект № 7832070000 (БД Викигида). У дома 119 установлен также памятник блокадной регулировщице.